# Лабожское
Ла́божское — деревня в Заполярном районе Ненецкого автономного округа России. Входит в состав Великовисочного сельсовета.

## География
Деревня расположена на левом берегу рукава Печоры — Старой Печоры, в 9 км от села Великовисочного. Расстояние до административного центра Ненецкого автономного округа, Нарьян-Мара — 50 км.

## Население
| 2002 | 2010 |
| ---- | ---- |
| 298  | ↘250 |

## Экономика
Основное занятие населения — рыболовство и молочное животноводство. Центральная база рыболовецкого колхоза СПК РК «Родина».

## Транспорт
В период навигации на реке Печоре выполняются ежедневные рейсы на теплоходе по маршруту Нарьян-Мар — Великовисочное — Лабожское.
Регулярные авиарейсы один раз в неделю из Нарьян-Мара на самолете Ан-2.Грузы доставляются по реке Печора в период навигации из городов Печора и Нарьян-Мар а также гусеничным транспортом зимой из Нарьян-Мара.

## Инфраструктура
Начальная школа, детский сад, дом культуры, магазины, электростанция, водопровод.

## Радио
- 101,7 Дорожное радио/Нарьян-Мар FM из Великовисочного

## Сотовая связь
Оператор сотовой связи стандарта GSM: МТС (в зоне покрытия).

## Карты
Лист карты Q-39-11,12. Масштаб: 1 : 100 000. Указать дату выпуска/состояния местности.